# 黑岩善宏
黑岩善宏（日语：／ Kuroiwa Yoshihiro，1962年9月9日—2018年5月8日），日本漫畫家。男性。出身於長野縣上水內郡信州新町（現長野市）。O型血。代表作是《鬼神童子ZENKI》（谷菊秀原作）。

## 來歷
黑岩善宏在擔任桂正和的助手期間，曾發表自己的作品。1983年，憑藉《Beauty Beast》獲得第26屆手塚獎佳作，並憑藉《神秘的舞子》獲得FRESH JUMP獎。在《週刊少年Jump》（集英社）首次亮相。
他本人在其著作的後記中曾說過，他的風格與插圖受到了桂正和與永井豪的影響。主題是神秘學，製作具有特攝的感覺。
後來，他離開了《Jump》，開始從事從兒童漫畫到成人漫畫等多種類型的創作。
2018年5月8日，黑岩的妻子在官方部落格上宣布，他因心肌梗塞去世。享年55歲。

## 作品列表
- 夢物語（短篇集，1986年，集英社）
- SASUKE忍傳（日语：サスケ忍伝）（1986年，集英社，《週刊少年Jump》連載）
- 魔神龍巴利昂（日语：魔神竜バリオン）（1987年，集英社，《週刊少年Jump》連載）
- 變幻戰忍飛鳥（日语：変幻戦忍アスカ）（1988年，集英社，《週刊少年Jump》連載）
- 不可思議獵人特別篇（包括同名作品在內的短篇小說集，即上述試閱版。1990年，集英社）
- 不可思議獵人（原作：飯塚幸弘。1991年，集英社，《週刊少年Jump》連載）[3]
- 鬼神童子ZENKI（原作：谷菊秀。1992年，集英社，《月刊少年Jump》連載）
- 流星超人茲邦（日语：流星超人ズバーン）（1998年，集英社，《月刊少年Jump》連載）
- 怪奇曼陀羅（2001年，集英社，《月刊少年Jump》連載）
- 戰鬥陀螺 聖龍傳（人物原案：。2002年，小學館，《快樂快樂月刊》連載）
- 陰陽夜話SEIMEI（2004年，雙葉社，《ACTION PIZAZZ（日语：アクションピザッツ）》連載）
- （2003年，竹書房）
- 永遠的戀人（2005年，少年畫報社，《Young King（日语：ヤングキング）》連載）
- 好色小魔女（2005年，Coremagazine（日语：コアマガジン），《Comic Megastore》連載）
- 魔法戰隊魔法連者 THE MOVIE 地獄魔人的新娘（原作：東映。2006年，角川書店）
- STAGE GIRLS（日语：ステージガールズ）（原作：。2007年，《Comic GUMBO（日语：コミック・ガンボ）》連載）
- 超時空要塞F 超次空歌巫女蘭卡（2008年，KADOKAWA，《月刊Comp Ace》連載）
- （2009年，雙葉社，《ACTION PIZAZZ》連載）
- （2009年10月，竹書房）
- （2013年，雙葉社，《ACTION PIZAZZ》連載）
- （2012年，大洋圖書（日语：大洋図書），《Juicy Love》發表）
- （2014年，大洋圖書，《Juicy Love》發表）
- BUDDY Spirits（構成擔當，原作：岸本Miyuki，作畫：gyuo。小學館，《月刊Hero's》連載）
- 乙女神天照（2017年，HOME社，漫畫網站《Z》連載）連載中死去，絕筆作品[4][5]。

## 其它
- —人物設定
- —2005年由MAIKA品牌發售的日本成人遊戲，負責原畫。

## 相關人物
- 桂正和
- 稻田浩司
- 有賀照人（日语：有賀照人）
- 松本泉—曾擔任松本的注手。

## 外部連結
- （日語）—黑岩善宏的官方個人網站。
- （日語）—黑岩善宏的官方個人部落格。
- 黑岩善宏的X（前Twitter） （日語）